# 三条公冬
三条 公冬（さんじょう きんふゆ）は、室町時代前期の公卿。官位は従一位・右大臣。
太政大臣・三条実冬の子。初名は公量（きんかず）。

## 官職歴
- 応永20年（1413年） - 年内　左近衛中将
- 応永20年2月1日（1413年3月3日） - 応永22年12月11日（1416年1月11日）　権中納言
- 応永22年12月11日（1416年1月11日） - 応永27年正月13日（1420年1月28日）　権大納言
- 応永27年正月10日（1420年1月25日） - 応永27年2月（1420年3月）　左近衛大将
- 応永27年正月13日（1420年1月28日） - 応永27年12月5日（1421年1月8日）　内大臣
- 応永27年12月5日（1421年1月8日） - 応永30年8月（1423年9月）　右大臣
- 応永32年4月15日（1425年5月3日） - 本座宣下

## 位階歴
- 応永19年正月5日（1412年2月17日）　従三位
- 応永19年11月（1412年12月）　正三位
- 応永20年正月（1413年2月）　従二位
- 応永23年正月6日（1416年2月4日）　正二位
- 応永29年正月5日（1422年1月27日）　従一位

## 系譜
- 父：三条実冬（1354-1411）
- 母：水無瀬具景の娘
- 妻：水無瀬具景の娘
- 生母不明の子女
  - 男子：三条実量（1415-1484）
  - 男子：水無瀬季兼
  - 男子：実助